# 週刊BCN

## 紙面
企業向け（エンタープライズ）IT分野を中心に、IT業界の動向と業界を支える人物に主眼を置いている。紙媒体の視認性を生かし、図版や写真を多用。Web媒体とは異なる見やすさと分かりやすさを追求している点も特徴。1968年6月創刊の情報産業新聞が2017年6月に休刊したことにより、国内唯一のIT業界新聞となる。
日本のIT業界系メディアで唯一、中国（上海）支局をもち、年4回の中国特集号を週刊BCNの第2部として発行している（2020年2月に支局閉鎖、特集号休刊）。

## 沿革
- 1981年8月18日 -コンピュータ・ニュース社設立。創刊編集長に創業者の奥田喜久男が就任。
- 1981年10月15日 - 週刊新聞『BUSINESSコンピュータニュース』（現 週刊BCN）発行開始。
- 1984年5月31日 - 株式会社コンピュータ・ニュース社に組織変更。
- 1996年3月6日 - IT系ニュースサイト『Daily BCN』（Web BCN、BCN Bizlineを経て現・週刊BCN＋）開設。
- 1996年10月7日 - 『BUSINESSコンピュータニュース』を『週刊BCN』に紙名変更。
- 2003年7月28日 - 株式会社BCNに商号変更。
- 2007年5月 - 8代目編集長に谷畑良胤が就任。
- 2012年12月 - 9代目編集長に木村剛士が就任。
- 2013年3月28日 - 上海支局「商業計算機新聞社 上海支局」、開局。
- 2015年2月 - 10代目編集長に畔上文昭が就任。
- 2017年4月11日 - 週刊BCNのWebサイト『週刊BCN＋』がオープン。
- 2017年6月 - 情報産業新聞の休刊により、国内唯一のIT業界新聞となる。[1]
- 2018年1月 - 11代目編集長に本多和幸が就任。
- 2020年2月 - 上海の取材拠点「商業計算機新聞社 上海支局」を閉鎖[2]
- 2022年1月 - 12代目編集長に齋藤秀平が就任。[3]